# Castelul Hörningsholm

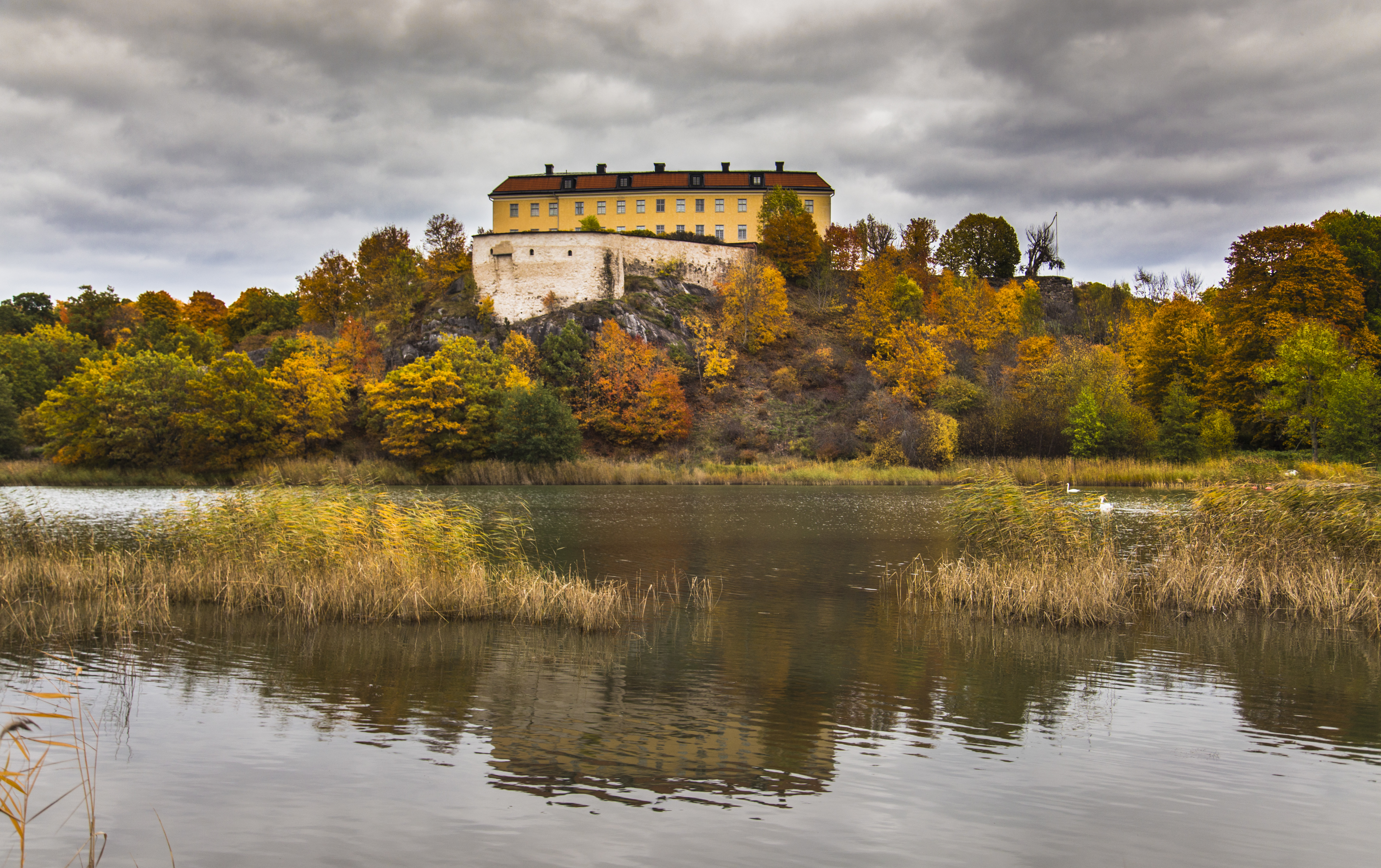
Castelul din Hörningsholm, latura de vest. Foto: 2013

Castelul Hörningsholm este unul dintre puținele castele rococo din Suedia și Europa. El a fost ridicat între 1746-1752 de nobilul Nils Bonde, după desenele arhitectului de curte Carl Hårleman. Anterior, pe același loc, a existat un castel fortificat medieval, incendiat de ruși în anul 1719. Astăzi castelul este proprietate privată.

## Istoric
Hörningsholm a aparținut mai multor familii importante suedeze și este bogat în amintiri, atât luminoase cât și întunecoase. El a cunoscut zilele de glorie și perioade de decădere. Aici au trăit doi regenți, Svante Nilsson și Sten Sture cel tânăr.
Castelul a fost afectat de distrugerile din timpul conflictului dintre Christian al II-lea al Danemarcei și Gustaf Vasa și apoi de raidul flotei ruse din 1719. Aici a fost locul de naștere al lui Eric al XIV-lea al Suediei. Castelul a fost scena unei povești romantice între Malin Sture și Erik Stenbock. Aici locuiește familia Bonde, din 1746 până în zilele noastre.